# Andrea Aguilera
Andrea Victoria Aguilera Paredes, née le 27 avril 2001 à Los Ríos, est une mannequin et reine de beauté équatorienne. Elle a été élue Miss Supranational 2023 à Nowy Sącz, en Pologne.
Auparavant lauréate de Miss Grand Ecuador 2021 (en) et a représenté l'Équateur au concours Miss Grand International 2021 à Bangkok, en Thaïlande.

## Biographie
Aguilera est née le 27 avril 2001 à Los Ríos. Elle étudiait la médecine à l'Université de Guayaquil (es) en 2021 et a repris ses études en poursuivant un baccalauréat en commerce international à l'Université des Spécialités Saint-Esprit.

## Concours de beauté

### Miss Grand Équateur 2021
Aguilera a représenté Ventanas (en) dans la compétition et a remporté le titre. Elle a représenté Los Ríos à Miss Grand Ecuador 2021 (en) à Guayaquil et a remporté le titre.

### Miss Grand International 2021
En tant que Miss Grand Équateur, Aguilera a représenté l'Equateur au concours Miss Grand International 2021 (id) à Bangkok, en Thaïlande, le 4 décembre 2021. Dans le concours, Aguilera s'est qualifié pour le top vingt, puis le top dix et finalement le top cinq, où elle s'est classée 1re dauphine.

### Miss Supranational 2023
En mars 2023, l'organisation Miss Supranational Équateur a annoncé qu'Aguilera avait été désignée pour représenter l'Équateur à la 14e édition de Miss Supranational quelques années après avoir concouru à Miss Grand International. À la fin de l'événement, Aguilera a remporté le titre et a été remplacé par Lalela Mswane d'Afrique du Sud.